# S&M2
S&M2 är ett livealbum av den amerikanska musikgruppen Metallica som gavs ut 2020. Albumet är en uppföljare till 1999 års S&M och albumen har gemensamt att Metallica framför sin musik tillsammans med en Symfoniorkester. Konserten spelades in tillsammans med San Francisco Symphony den 9 oktober 2019 på Chase center i San Francisco. Konserten filmades  och visades på biografer.

## Bakgrund
Metallica avslöjade i mars 2019 att de skulle spela in ännu ett livealbum tillsammans med San Francisco Symphony. Orsaken till beslutet var att det 2019 var 20 år sedan livealbumet S&M spelades in. Konserten spelades in och filmades den 6 och 8 september 2019 på Chase Center i San Francisco. Dirigenter för symfoniorkestern var Edwin Outwater och Michael Tilson Thomas. Konserten invigde också Chase center som numera står som värd för basketlaget Golden State Warriors. 
Spelningen regisserades av Wayne Isham som även stod som regissör för S&M.

## Låtlista
1. The Ecstasy Of Gold
2. The Call Of Ktulu
3. For Whom The Bell Tolls
4. The Day That Never Comes
5. The Memory Remains
6. Confusion
7. Moth Into Flame
8. The Outlaw Torn
9. No Leaf Clover
10. Halo On Fire
11. Intro To Scythian Suite
12. Scythian Suite Op 20 Ii: The Enemy God And The Dance Of The Dark Spirit
13. Intro To The Iron Foundry
14. The Iron Foundry Op 19
15. The Unforgiven ii
16. All Within My Hands
17. (Anesthesia) Pulling Teeth
18. Wherever I May Roam
19. One
20. Master Of Puppets
21. Nothing Else Matters
22. Enter Sandman

## Medverkande
- James Hetfield - sång, gitarr
- Lars Ulrich - trummor
- Kirk Hammet - gitarr
- Robert Trujillo - bas
- San Francisco Symphony